# Биопанк
Биопанк (от англ. biology «биология» и punk «панк») — направление в научной фантастике, посвящённое социальным и психологическим аспектам использования генной инженерии и применения биологического оружия. Биопанк описывает синтетическую биологию, героями выступают биохакеры, нанятые или противостоящие биокорпорациям и правительственным подразделениям, желающим использовать в своих целях человеческую ДНК.

## История жанра
Исторически биопанк является ответвлением киберпанка. Однако, в отличие от наиболее известных производных — стимпанка и дизельпанка, биопанк является не фантастикой, построенной на знакомых ранее человечеству принципах, а на ожиданиях от прогресса биологических технологий или результатах непреднамеренных последствий. Несмотря на «возраст», жанр является зрелым, с опорой как на накопленные в литературе и науке знания, так и опыт неудачных предсказаний.
Один из наиболее распространённых сюжетов — генная инженерия, ошибки которой приводят к масштабным последствиям. Данная тема поднимается, например, в франшизе «Парк Юрского периода».
Другое направление связано с социальными эффектами от манипуляций с генами: опыты над людьми, создание новых форм жизни с целью социального контроля, установления или поддержания тоталитаризма. Основным местом развития события является лаборатория или клиника, практикующая запрещённые, неэтичные, нелегальные методы научных экспериментов. Наиболее известным произведением в этом жанре является фильм «Гаттака» 1998 года.
В 2009 году роман Паоло Бачигалупи «Заводная» получил престижную фантастическую премию «Хьюго». Бачигалупи рассказывает о Земле XXIII столетия, где глобальное потепление и исчерпание полезных ископаемых сделали мир зависимым от биокорпораций и специально выращенных рабов-гуманоидов, считающих себя «новыми людьми».
Ярким представителем жанра является писатель-фантаст Пол Ди Филиппо, который использует в отношении своих книг термин «рибофанк» (англ. ribofunk: ribo = ribosome «рибосома» и funk «испуг»).
Некоторые авторы полагают, что современные технологии приближают мир к биопанку.

## Известные произведения жанра

### Книги
- «Остров доктора Моро» Герберта Уэллса[6]
- «Рибофанк» Пола Ди Филиппо[1][8]
- «The Movement of Mountains и The Brains of Rats» Майкла Блюмлайна[9]
- «Clade» и «Crache» Марка Будза[10]
- «White Devils» Пола Дж. Макоули[11][12]
- «Lilith’s Brood» Октавии Батлер[13]
- «Заводная» Паоло Бачигалупи[14]
- «Музыка, звучащая в крови» / «Blood Music» (1985) Грега Бира[6]
- «Схизматрица» (1985) Брюса Стерлинга[6]
- «Дети Времени» (2015) Адриана Чайковски[15]

### Компьютерные игры
- BioShock[16]
- BioShock 2[17]
- Athanasy[18]
- Prototype
- Scorn[19]
- Dead Space
- The Forever Winter

### Художественные фильмы
- «Гаттака» (1997)[20]
- «Остров» (2005)[21]

### Телесериалы
- Тёмный ангел (2000)[22]
- Лексс (1997)[23]

### Комиксы/манга
- Doktor Sleepless[24]
- Fluorescent Black[25]

## Художники и скульпторы, использующие в творчестве тему биомодификации
- Патриция Пиццинини
- Ганс Руди Гигер